# Bartolomé Sebastián de Aroitia

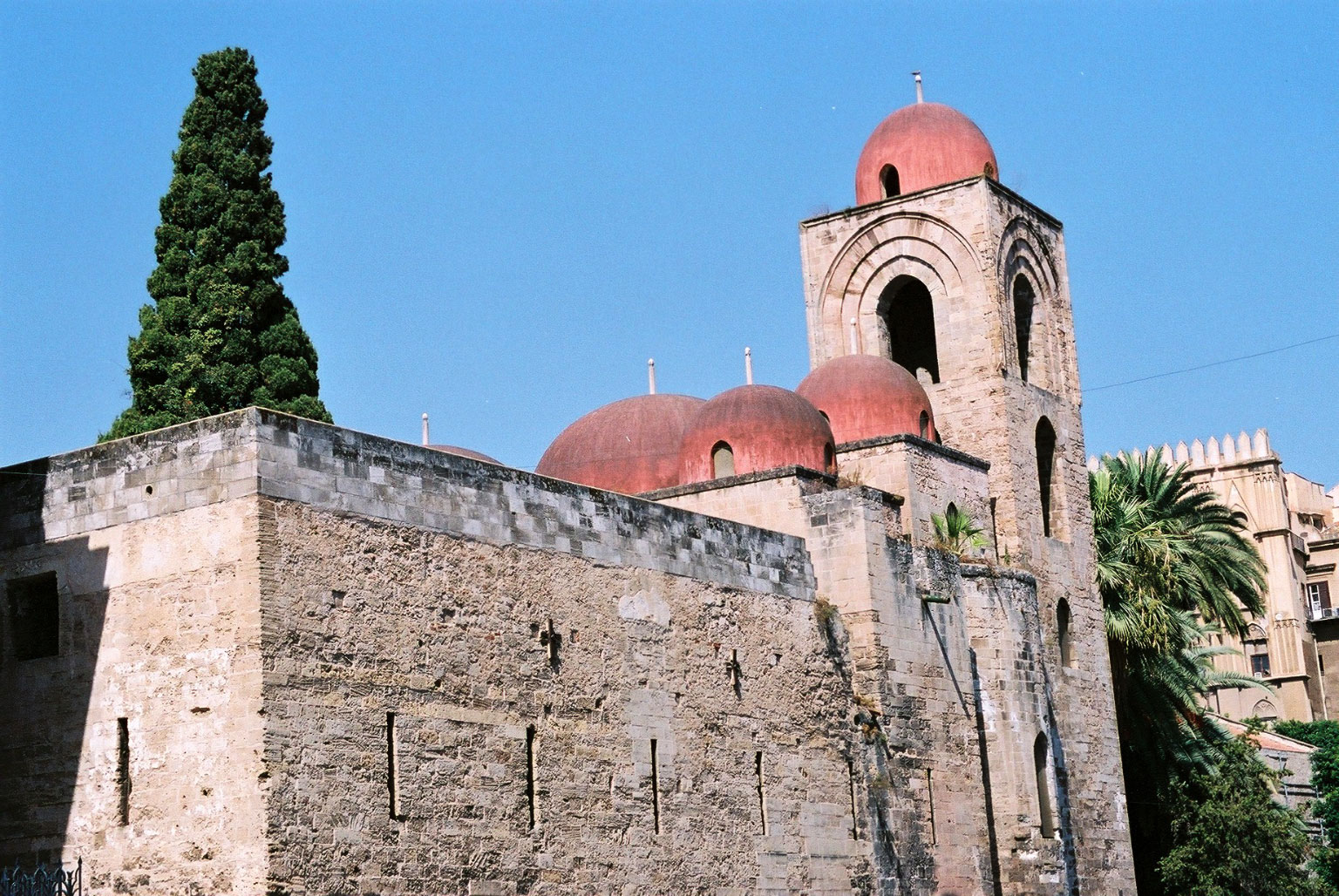
San Giovanni degli Eremiti kerk in Palermo. Inquisiteur Sebastian de Aroitia was er kanunnik.

Bartolomé Sebastián Valero de Aroitia (Torrelacárcel, circa 1490 – Tarragona, 14 april 1568) was Spaans bisschop van Patti, in het Spaanse koninkrijk Sicilië, alsook politiek actief als president van Sicilië. Nadien was hij aartsbisschop van Tarragona in het Spaanse vorstendom Catalonië.

## Levensloop
Aroitia groeide op in Torrelacárcel in het koninkrijk Aragon en gelegen in het aartsbisdom Zaragoza. Nadat zijn vader verbannen was, nam een Grande van Spanje de opvoeding over van hem en zijn broers. Zo lukte het Aroitia te promoveren tot doctor in beide rechten. Aroitia werd tot priester gewijd. Hij maakte carrière bij de Spaanse Inquisitie. Zo werd hij inquisiteur in Mallorca, in Córdoba en Granada en ten slotte inquisiteur van Sicilië. Naar verluidt is hij biechtvader geweest van keizer Karel V.
Inquisiteur Aroitia combineerde zijn gerechtelijk werk in Palermo met het ambt van kanunnik in de kerk San Giovanni degli Eremiti. 

### Bisdom Patti
Keizer Karel V droeg Aroitia voor als bisschop van Patti op Sicilië, wat paus Paulus III aanvaardde. In 1549 ontving Aroitia de bisschopswijding in de kathedraal van Palermo.
Aroitia was bisschop van Patti van 1549 tot 1567. Aroitia kreeg het aan de stok met de volkstribuun van Patti; het kwam tot een handgemeen. Aroitia werd kortstondig opgesloten in Messina, op vraag van de Spaanse onderkoning. Zijn overste, de aartsbisschop van Palermo Pietro Tagliavia d'Aragona, kloeg over hem in Madrid. Het conflict met de opeenvolgende onderkoningen ontaardde in een proces tegen Aroitia. Koning Filips II kwam vanuit Madrid tussenbeide om het proces stil te leggen.
Aroitia nam verder deel aan het Concilie van Trente in de jaren 1562-1567, een mijlpaal in de Contrareformatie. Het was de periode dat Aroitia president van Sicilië werd en dus een politiek tegengewicht vormde tegen de macht van de Spaanse onderkoning. Aroitia was tweemaal president: in 1565 en 1566. Aan het einde van het Concilie van Trente organiseerde Aroitia een synode: hij verspreidde de decreten van het concilie zowel in het priesterseminarie als in de parochies. Aroitia ondersteunde de vertaling van een catechismusboek van het Latijn naar het Italiaans. Hij herorganiseerde het tuchtrecht in het bisdom Patti.

### Aartsbisdom Tarragona
In oktober 1567 werd Aroitia overgeplaatst naar het aartsbisdom Tarragona op het Spaanse vasteland, op bevel van Filips II. Aroitia overleed er kort na zijn aankomst (1568). Zijn graf bevindt zich in de kathedraal van Tarragona.